# Agrostis continuata
Agrostis continuata é uma espécie de gramínea do gênero Agrostis, pertencente à família Poaceae.